# Чешская национальная техническая библиотека
Чешская национальная техническая библиотека (чеш. Národní technická knihovna (NTK)) — крупнейшая в Чехии библиотека технической литературы с фондом в более чем 1,5 млн единиц хранения. Библиотека была открыта 9 сентября 2009 года в районе Прага 6, в кампусе Чешского технического университета. Она входит в Международную ассоциацию университетских библиотек.

## История строительства
Идеи создания библиотеки появились еще в 1990-е годы. Конкурс архитектурных проектов был проведен в 2000 году и победитель был определен жюри в январе 2001 года. После долгого периода проблем с финансированием и наводнения 2002 года, в 2004 году по инициативе министра образования Петры Бузковой был проведен другой конкурс, чтобы решить, кто будет продолжать вести дела по проектированию. К 2006 году все планы были завершены. Строительство продолжалось до 2009 года, 31 декабря 2008 года объект был сдан.

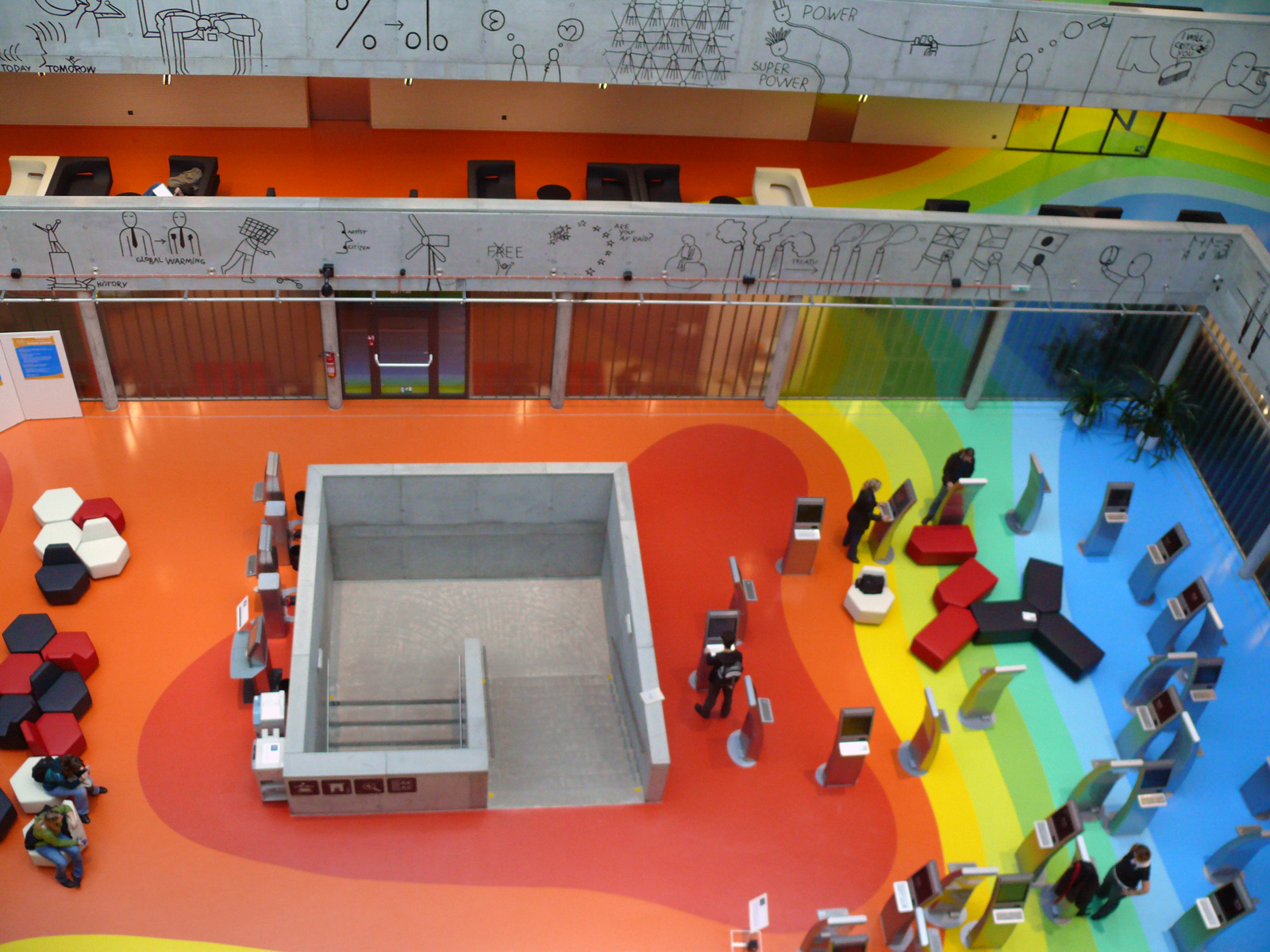
Вид с 6 этажа на главный холл

Торжественное открытие библиотеки состоялось 9 сентября 2009 года. Открытое здание было признано лучшим среди построенных в Чешской республике за 2008 год.

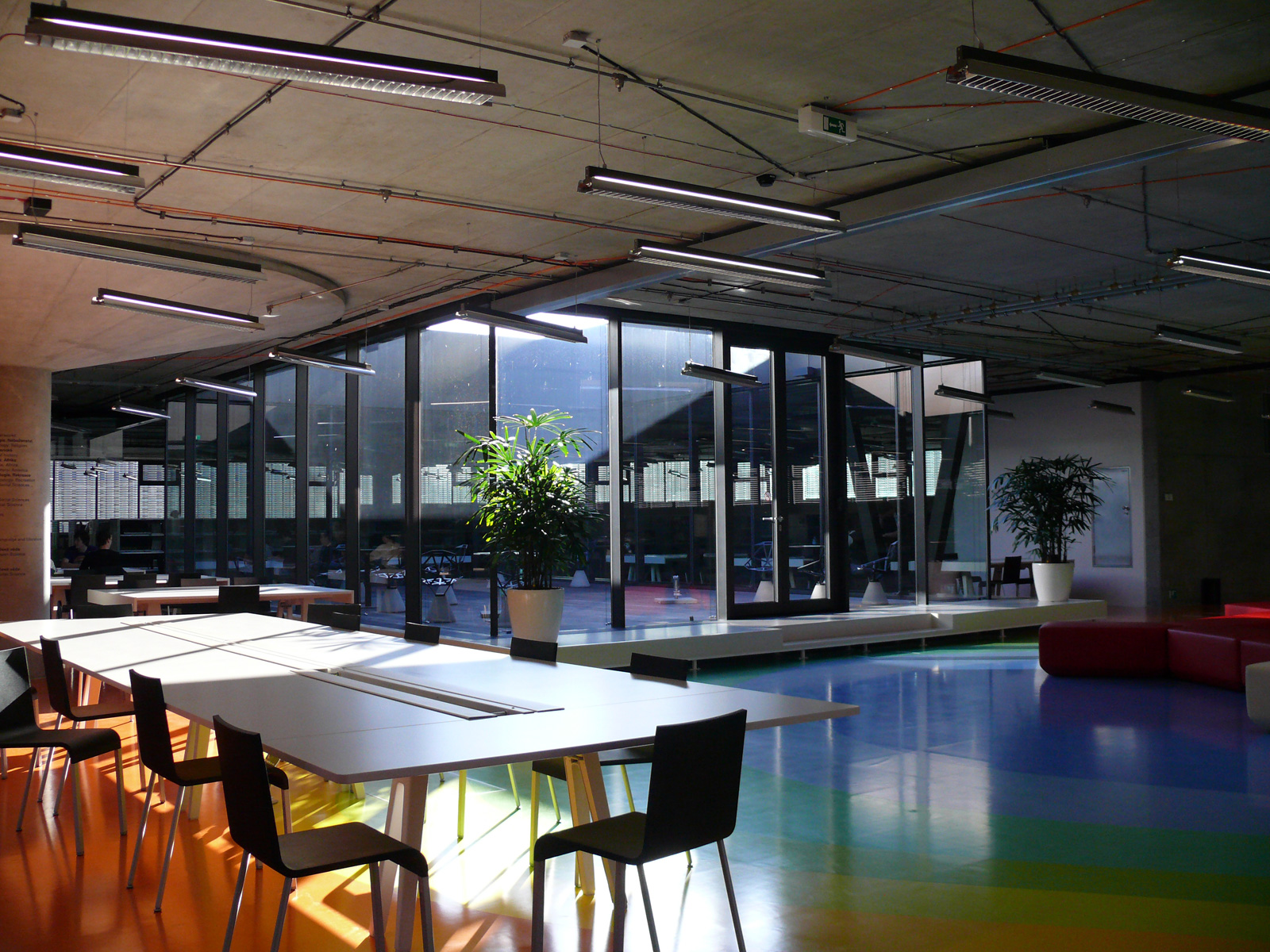
6 этаж, вид на одну из летних террас

## Здание
Здание имеет изогнутую форму с основанием примерно в 70х70 метров, 9 этажей, 3 из которых являются подземными (автостоянки и хранилища). Сооружение выстроено с учетом современных европейских тенденций энергосбережения и поэтому потребляет минимальное количество энергии.
В интерьере доминирует большой атриум с прямоугольным планом. Бетонные стены украшены рисунками румынского художника Dan Perjovschi.

## Службы
В NTK расположено 29 индивидуальных аудиторий (в том числе 2 для инвалидов и 2 — для слабовидящих людей), 18 читальных залов и 1 ночной читальный зал. Единовременно библиотека может обслуживать до 1322 человек.

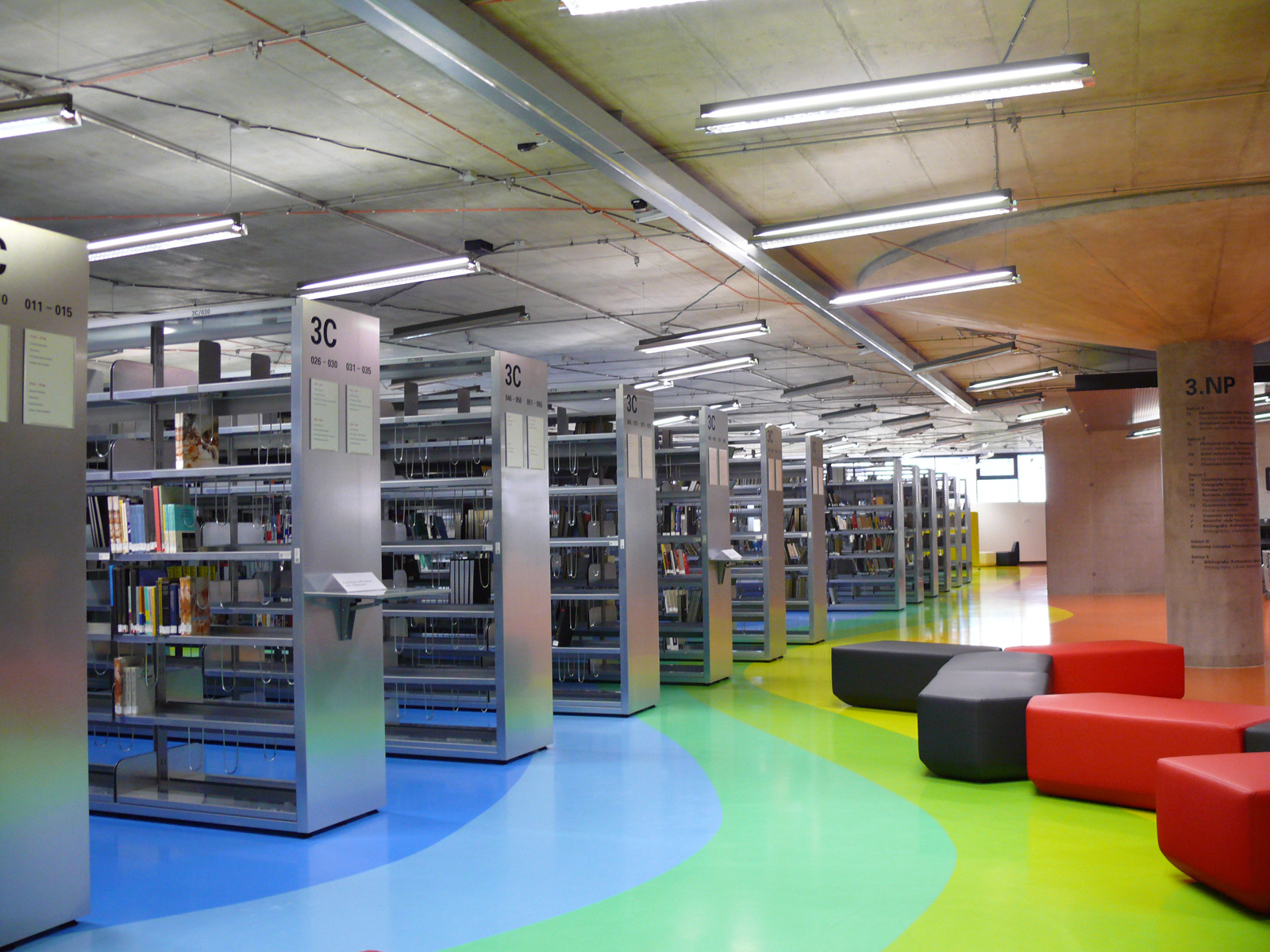
Стеллажи на 3 этаже

Также в NTK расположено кафе на 150 мест, автопарковка на 300 мест, велостоянка на 200. Для читателей открыты комнаты отдыха, способные принять до 500 человек. Во всем здании доступен WiFi с доступом как по регистрационным данным библиотеки (SSID NTK-Simple) , так и роуминговая академическая сеть eduroam (SSID eduroam), позволяющая студентам многих чешских и зарубежных вузов получить доступ к Сети без дополнительных настроек. Выдача и возврат литературы осуществляется автоматически благодаря использованию бесконтактным идентификационным элементам в книгах.